# Helius (Helius) fumicosta
Helius (Helius) fumicosta is een tweevleugelige uit de familie steltmuggen (Limoniidae). De soort komt voor in het Oriëntaals gebied.